# Adony (település)
Adony (római kori latin nevén: Vetus Salina, a 17. században: Rácadony, 1882 és 1902 között: Duna-Adony, németül: Adam, szerbül: Џунтаран/Džuntaran) város Fejér vármegye Dunaújvárosi járásában. A statisztikai kistérségek 2004-es létrehozásától 2013-ig, amikor a kistérségek helyébe ismét a járások léptek, a város az  Adonyi kistérség székhelye volt. Fontos Dunai kompátkelőhely.

## Fekvése
A Közép-Mezőföld és a Csepeli-sík határán, Fejér vármegye keleti szélén, Ercsitől 15 km-re délre, a Duna mentén helyezkedik el. A környező települések Kulcs (7 km), Pusztaszabolcs (8 km), Perkáta és Rácalmás (egyaránt 12-12 kilométer). A város keleti szélén halad a 6-os főút, nyugati szélén pedig az M6-os autópálya és a Pusztaszabolcs–Paks-vasútvonal. Adony vasútállomás a település délnyugati részén található, közúti megközelítését a 62 307-es út biztosítja. Pusztaszabolccsal és Velencével a 6207-es, Perkátával a 6208-as, Kálozzal pedig a 6209-es utak kötik össze. Autóbusszal az 1120-as, 1125-ös, 8185-ös, 8236-os, 8238-as és 8240-es járatokkal érhető el˛.

## Története
Adony a bronzkortól lakott település, amely földrajzi helyzeténél fogva mindig jelentős színtere volt a különböző népek és kultúrák békés vagy éppen harcos találkozásának, együttélésének.
A római korban Vetus Salina néven  a Pannonia provinciabeli limes katonai erőssége volt.
Már a kora középkorban királyi birtokként, Odon nevű oppidumként (mezőváros) említik az oklevelek.  Mohácsra menet II. Lajos király innen küldte utolsó kétségbeesett segélykiáltását az ország nemességének.
A török hódoltság majd másfél évszázados ideje alatt – az akkor Jancourteran néven török erődként szolgáló település – magyar őslakossága részben elmenekült, részben elpusztult.
A török kiűzése után az őslakosság meginduló visszatérésével párhuzamosan a szervezett és spontán betelepülésnek köszönhetően jelentős számú német és szlovák népesség jelent meg a magyar és az évtizedek óta itt élő szerb (rác) lakosság mellett. Közülük létszámában, közösségi és kulturális homogenitásában is a németség vált domináns erővé. Ezt jelzi az is, hogy a letelepülésüket követő évtizedben (1723-ban) már templomot építettek. Az anyakönyvezés 1733-ban kezdődött meg. A 18–19. századi iratokban Adony német nyelvű mezővárosként említtetik. A németek hozták be magukkal a máig élő Szent Orbán-kultuszt, a szőlő és a bor védőszentjének ünnepét, valamint a gazdálkodás és a mindennapi lét kultúrájának számos elemét. A zenében és a táncban is mind a mai napig élő kulturális hagyományt teremtettek és örökítenek tovább.
A 19. században a felgyorsuló polgári fejlődéssel polgári szerveződések jöttek létre, és megszületett a helyi sajtó, mely a járási székhely népünnepélyeiről, műkedvelő és jótékonysági színielőadásairól, kiállításairól tudósított. A helyi gazdasági kultúra speciális elemeiként jelennek meg a századok során a szőlőműveléssel, a borászattal, a halászattal, a vízimolnárkodással és számos más iparral kapcsolatos szokások, hagyományok. Több helyi legenda, mese és dal őrzi és örökíti tovább az akkoriak gondolkodás- és érzelemvilágát, élet- és világszemléletét.
A német nyelvű misézés már a 19. század utolsó harmadában megszűnt, s jórészt ennek következtében a német nyelv használata is eltűnt a hétköznapokból.
1891-ben Adony mint nagyközség 4426 lakossal rendelkezett, ebből 3372 magyar és 1002 német nemzetiségű volt.
A 20. század első felében járási székhelyként bizonyos központi szerepkört töltött be és töretlenül fejlődött, polgárosodott. Amikor 1871-ben a mezővárosi rang az egész országban megszűnt, nagyközséggé alakult.
Vezető szerepét a szocializmus alatt Dunaújváros (Sztálinváros) felépítésével vesztette el. Azonban rövid megtorpanás után fejlődése az elmúlt évtizedekben új lendületet vett: kiépült a városi infrastruktúra. A ’70-es évek közepétől lassan újraszerveződött – először elsődlegesen az amatőr művészeti mozgalom keretében – a helyi társadalom. Ekkor alakult meg az 1927 óta működő Fúvószenekar mellett a Gyöngyvirág Női Kar, a Néptánccsoport és a Népdalkör. A helyi sajtó is újraindult: Duna-Adony címmel helyi hírlap, továbbá számos kulturális és helytörténeti kiadvány jelent meg. A kiállítások és előadások mellett fokozatosan polgárjogot  nyert az Orbán-fesztivál rendezvénysorozata és több más, a hagyományőrzés vagy a hagyományteremtés szándékával elinduló kezdeményezés. A község 1995-ben hivatalos kapcsolatot vett fel a németországi, Hessen tartománybeli Oberweser-Oedelsheim községgel. 1998-ban megalakult az Adonyi Német Kisebbségi Önkormányzat. 2004-ben városi rangot kapott.
A település legnépszerűbb látnivalói a Kastély-park, a Szőlőhegy, a halastavak és a Duna, illetve a Nagysziget természeti szépségei; az Orbán-kápolna, a barokk templom és az emlékpark.

## Közélete

### Polgármesterei
- 1990–1994: Iglódi István (független)[7]
- 1994–1997: Iglódi István (független)[8]
- 1997–1998: Ronyecz Péter (független)[9]
- 1998–2002: Ronyecz Péter (független)[10]
- 2002–2006: Ronyecz Péter István (független)[11]
- 2006–2010: Ronyecz Péter István (független)[12]
- 2010–2014: Ronyecz Péter István (független)[13]
- 2014–2019: Ronyecz Péter István (független)[14]
- 2019–2024: Ronyecz Péter István (független)[15]
- 2024– : Ronyecz Péter (független)[1]

## Népesség
A település népességének alakulása:
| Lakosok száma | 3714 | 3701 | 3679 | 3686 | 3727 | 3880 | 4078 | 4043 | 3974 | 4031 |
|               | 2013 | 2014 | 2015 | 2016 | 2017 | 2019 | 2021 | 2022 | 2023 | 2024 |

2001-ben a lakosság 1,8%-a volt német nemzetiségű. A 2011-es népszámlálás során a lakosok 86,2%-a magyarnak, 0,3% cigánynak, 2,2% németnek, 0,2% románnak, 0,3% szerbnek mondta magát (13,6% nem nyilatkozott; a kettős identitások miatt a végösszeg nagyobb lehet 100%-nál). A vallási megoszlás a következő volt: római katolikus 40%, református 3,7%, evangélikus 0,3%, görögkatolikus 0,3%, felekezeten kívüli 23,4% (31,6% nem nyilatkozott).
2022-ben a lakosság 89,5%-a vallotta magát magyarnak, 2,3% németnek, 0,4% cigánynak, 0,2% szerbnek, 0,2% lengyelnek, 0,1-0,1% szlovénnek, ukránnak, románnak és szlováknak, 3% egyéb, nem hazai nemzetiségűnek (10,2% nem nyilatkozott; a kettős identitások miatt a végösszeg nagyobb lehet 100%-nál). Vallásuk szerint 28,7% volt római katolikus, 3,6% református, 0,4% evangélikus, 0,4% görög katolikus, 0,5% egyéb keresztény, 0,9% egyéb katolikus, 21,6% felekezeten kívüli (43,6% nem válaszolt).

## Nevezetességei

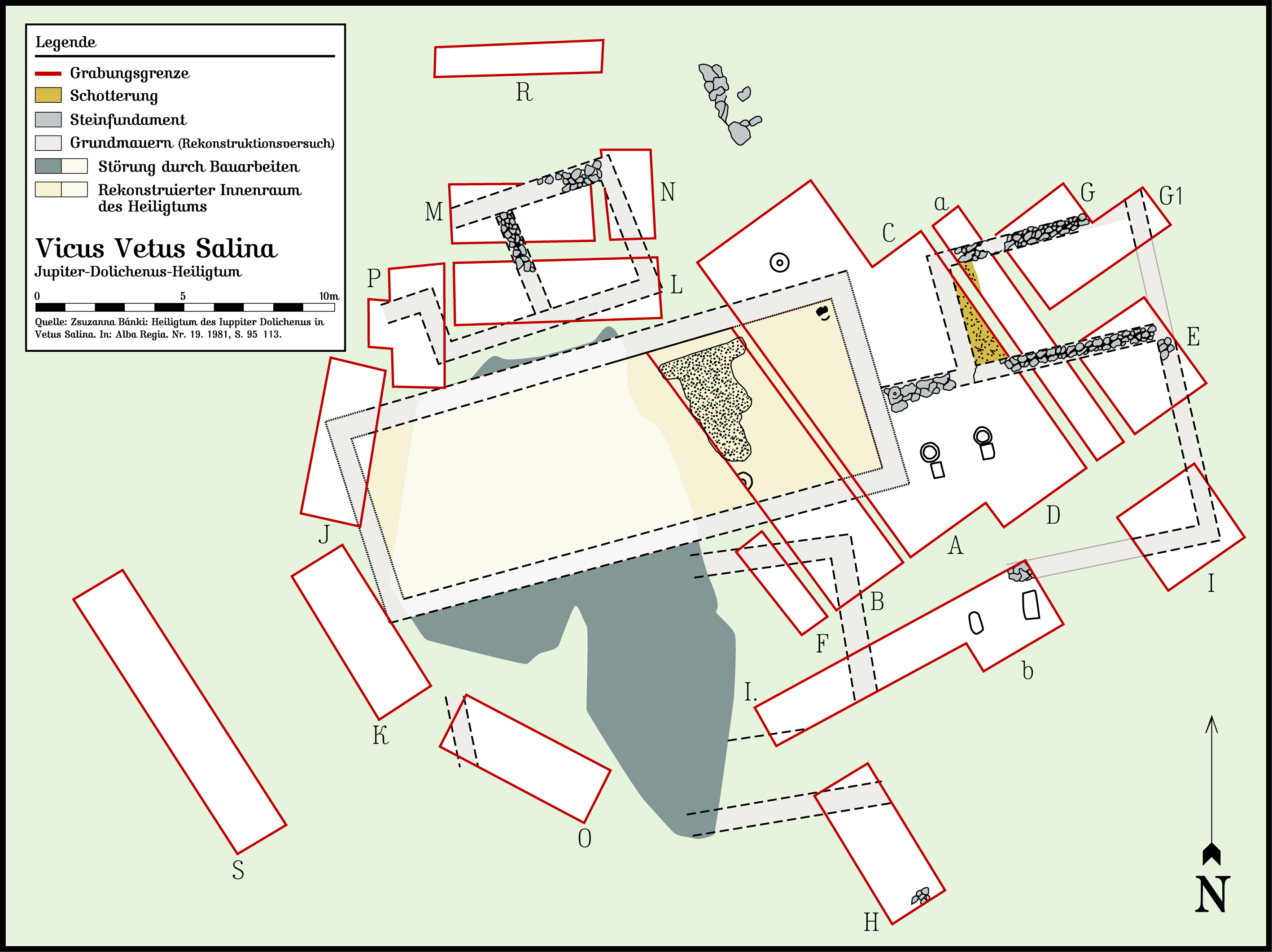
A Jupiter Dolichenus-szentély alaprajza, Vetus Salina

- Római katolikus templom
- Vetus Salina
- Ripa Pannonica

## Ipar
2006-ban adták át az Adony Kikötő Gabonatárház és Logisztikai Központot. Két egymás mellett lévő telepen, 170 000 m² alapterületen, összesen 84 db, közel 700 000 tonna gabona (és egyéb áruféleség) tárolására alkalmas, európai színvonalú bázis jött létre.

## Adony az irodalomban [szerkesztés]
Arany János Tengerihántás című versében kétszer is említi Adonyt:
Ködös őszre vált az idő azonban,
Törik is már a tengerit Adonyban;
/.../
Tizenkettőt ver Adonyban:

Elég is volt ma regélni.

## Testvérvárosok
Oedelsheim, Németország (1995-től)  

 Szczekocziny, Lengyelország (2001-től)  

 Szilágycseh, Románia (2009-től)

## Ismert személyek
- Itt született 1893-ban Simon Ferenc gazdálkodó, országgyűlési képviselő.
- Itt született Herz Dávid magyar festőművész, rajztanár, iskolaigazgató. Halmi Bódog irodalomtörténész apja.
- Itt született Torma Ákos tanár, zenész.
- Itt született Bálint Ágnes József Attila-díjas írónő.
- Itt született Selényi Pál fizikus.
- Itt született Nógrádi Katalin festőművész.[20]
- Itt született Feketéné Gévai Irén festőművész.[20]
- Itt született Baranyai Imre festőművész.